# Ruth Feldgrill-Zankel
Ruth Feldgrill-Zankel (* 15. September 1942 in Kapfenberg als Ruth Fastenbauer) ist eine österreichische Politikerin (ÖVP).

## Politische Laufbahn
Diplomkauffrau Feldgrill-Zankel war von 1987 bis 1991 Stadträtin in Graz, unter anderem für die Tourismusagenden zuständig. 1991 bis 1992 war sie in der Bundesregierung Vranitzky III als Nachfolgerin von Marilies Flemming Bundesministerin für Umwelt, Jugend und Familie. Von 1992 bis 1998 war sie wieder als Bürgermeister-Stellvertreterin in Graz tätig.
Ruth Feldgrill-Zankel wurde 2002 mit dem Großen Goldenen Ehrenzeichen des Landes Steiermark ausgezeichnet.
Ruth Feldgrill-Zankel war zweimal verheiratet und trat während der ersten Ehe und nach der Scheidung dieser als Ruth Zankel in Erscheinung. Nach der Heirat mit Franz Feldgrill am 21. Mai 1976 nahm sie zusätzlich dessen Familiennamen an und tritt seitdem als Ruth Feldgrill-Zankel in Erscheinung.